# Ángel Trujillo
Ángel Trujillo Canorea (Madrid, España, 8 de septiembre de 1987) es un futbolista español. Juega de defensa y está sin equipo actualmente.

## Trayectoria
Trujillo hizo su último debut con CD Guadalajara en la tercera división, moviéndose a principios de 2007 a las ligas regionales con CD Azuqueca. En el verano volvió al cuarto nivel, firmando con la UD Almería B.
El 18 de marzo de 2012 Trujillo hizo su debut con el primer equipo, con la UD Almería, jugando la primera mitad ante el Real Valladolid, el partido acabó 1-1 a domicilio.
El 27 de mayo jugó su segundo partido oficial para el equipo principal, el Almería en la Segunda División ante su exequipo, el CD Guadalajara.
En junio de 2012, se anunció que Trujillo sería promovido al primer equipo del Almería para la temporada 2012-13. A pesar de perderse el inicio de la campaña se le entregó un comienzo el 8 de septiembre, en una derrota a domicilio 0-3 contra CE Sabadell, pero pronto se estableció como un jugador importante sustituyendo a Hernán Pellerano debido a unos problemas legales que tuvo él y que Trujillo contribuiría con 35 partidos para que su equipo consiguiera la promoción en los play-off de ascenso.
El 12 de julio de 2013 Trujillo renueva con la UD Almería y firma hasta el año 2017.
El 7 de agosto de 2015, tras el descenso del Almería, ficha por el Levante Unión Deportiva.

## Clubes
| Club                    | País   | Año         |
| ----------------------- | ------ | ----------- |
| CD Guadalajara          | España | 2006 - 2007 |
| CD Azuqueca             | España | 2007        |
| UD Almería B            | España | 2007 - 2012 |
| UD Almería              | España | 2012 - 2015 |
| Levante Unión Deportiva | España | 2015 - 2016 |
| UD Almería              | España | 2016 -      |